# Blenniella cyanostigma
Blenniella cyanostigma är en fiskart som först beskrevs av Bleeker, 1849.  Blenniella cyanostigma ingår i släktet Blenniella och familjen Blenniidae. Inga underarter finns listade.